# Scutulanyssus
Scutulanyssus är ett släkte av spindeldjur som beskrevs av Mironov 1985. Scutulanyssus ingår i familjen Pteronyssidae.
Släktet innehåller bara arten Scutulanyssus obscurus. Scutulanyssus är enda släktet i familjen Pteronyssidae.